# Damaraland
Damaraland je ime za severnoosrednji del današnje Namibije, kjer živi ljudstvo Damari. V grobem je pokrajina omejena z Ovambolandom na severu, puščavo Namib na zahodu, puščavo Kalahari na vzhodu in Windhoekom na jugu.
Leta 1970 je bilo ime Damaraland določeno za bantustan v Jugozahodni Afriki (današnji Namibiji), ki mu je vlada apartheida dodelila samoupravno domovino za Damare. Osrednja uprava lokalne samouprave je bila ustanovljena leta 1980. Bantustan Damaraland je bil v 19. stoletju na zahodnem robu območja, znanega kot Damaraland.
Damaraland je bil tako kot drugi rezervati v Jugozahodni Afriki ukinjen maja 1989 na začetku prehoda Namibije v neodvisnost.
Ime Damaraland je starejše od obdobja južnoafriškega nadzora Namibije in je bilo opisano kot "osrednji del  Nemške Jugozahodne Afrike" v 11. izdaji Enciklopedije Britannica.

## Značilnosti
Damaraland je eno najslikovitejših območij v Namibiji, ogromna, neukročena, surovo lepa pokrajina, ki ponuja popotniku pustolovski izziv.
Tu so prazgodovinski vodotoki z odprtimi ravninami in travniki, masivnimi granitnimi osamelci in globokimi soteskami.
Brandberg (2606 m) je najvišja gora Namibije in dom slavne Bele dame bušmanskega slikarstva.
To je glavna regija puščavi prilagojene megafavne, kot so sloni in nosorogi.
Twyfelfontein je kamnito mesto v regiji Kunene v severozahodni Namibiji. Je na UNESCO-vem seznamu svetovne dediščine z okoli 2000 skalnimi rezbarijami – petroglifov. To je eden največjih in najpomembnejših krajev tovrstne umetnosti v Afriki in je bil že leta 1952 razglašen za državni spomenik. 
Sušno podnebje prinaša poletne temperature (oktober–april) od 20 °C do 40 °C, zimske (maj–september) pa od 0 °C do 23 °C.